# Komitet sterujący
Komitet sterujący – jest organem wspierającym kierownictwo przedsiębiorstwa w jego działaniu. Dotyczy to głównie podejmowania strategicznych decyzji w zakresie przyszłej realizacji projektów inwestycyjnych podmiotu. Podejmuje on decyzje o tym, który z przedstawionych w danym momencie projektów ma być wcielony w życie, a który nie. Jest odpowiedzialny za długoterminowe zarządzanie projektem i jego monitoring. Oznacza to kontrolę realizacji projektu na poziomie strategicznym, weryfikacji zgodności projektu z przyjętymi wcześniej celami i utrzymaniem założonych ram: zakresu, kosztów i terminów czasowych. W przypadku jakichkolwiek zmian w projekcie, muszą one być najpierw przedstawione komitetowi, a potem przez niego zatwierdzone. Tylko wtedy można je uwzględnić w projekcie. Komitet sterujący ocenia i akceptuje, na zasadzie konsensusu, zaproponowane przez zespół projektowy działania dla realizacji projektu. Zajmuje się także ich koordynacją i spójnością z innymi realizowanymi projektami. Komitet sterujący powołuje grupy robocze i wybiera ekspertów, z którymi przedsiębiorstwo będzie współpracować przy projekcie. Przed komitetem odpowiada kierownik projektu (bądź dyrektor – w zależności od wielkości i działalności jednostki gospodarczej).
Kierownik projektu zobowiązany jest przedstawiać komitetowi regularnie raporty ze stanu projektu, zawierające stan realizacji prac w stosunku do harmonogramu, stopień realizacji budżetu, a także wszystkie inne informacje mające wpływ na właściwą ocenę przebiegu projektu. Komitet sterujący może wyznaczyć kierownikowi projektu pewien margines swobody dotyczący spraw finansowych, tak aby drobne wydatki na realizację projektu nie wymagały zgody komitetu sterującego. Wielkość tego marginesu powinna być uzależniona od doświadczenia osoby pełniącej funkcję kierownika projektu i poziomu zaufania, jakim będzie on obdarzony przez komitet sterujący.
W strukturze organizacyjnej komitet odgrywa ważną rolę, można go umiejscowić na równi z zarządem. Skład komitetu sterującego obejmuje członków zarządu przedsiębiorstwa. Tworzą go zazwyczaj członkowie zarządu najbardziej zainteresowani powodzeniem projektu. Częstą przyczyną niepowodzenia projektów jest powierzanie zarządzania nimi osobom, które nawet mając wysokie kwalifikacje, mogą nie posiadać odpowiednich umiejętności i wiedzy w danej dziedzinie. Dlatego też w składzie komitetu powinno się uwzględniać członków zespołu, który wysunął końcowy plan projektu. Komitet powinien mieć pełną moc sprawczą, tzn.: taką, która pozwoli na szybkie i sprawne podejmowania najważniejszych decyzji dotyczących projektu, a także działalności samego przedsiębiorstwa (przynajmniej w obszarze realizacji projektu).
W zależności od przyjętych ustaleń komitet powinien obradować w obecności, co najmniej połowy podstawowego składu i przewodniczącego komitetu. W przypadku kiedy członek komitetu sterującego utraci możliwość udziału w pracach komitetu, właściwy organ deleguje innego swojego przedstawiciela. Odnośnie do osób bezpośrednio uczestniczących w przygotowaniu projektu będących członkami komitetu, mogą one mieć lub nie prawo głosu w podejmowaniu decyzji.
Zebrania komitetu zwołuje jego przewodniczący lub upoważniony do tego jego zastępca. Zebrania tego organu powinny odbywać się w sposób cykliczny, w zależności do wymagań projektowych.